# جایدیپ اهلاوات
جایدیپ اهلاوات (به انگلیسی: Jaideep Ahlawat) (زاده ۸ فوریهٔ ۱۹۸۰) بازیگر هندی است.
از فیلم‌های معروف او می‌توان به بازی در فیلم جبار برگشته اشاره کرد.

## فیلم‌شناسی
فهرست برخی از فیلم‌هایی که جایدیپ اهلاوات در آن‌ها به ایفای نقش پرداخته‌است:
- جبار برگشته
- رئیس
- ترش و شیرین
- راضی
- قهرمان اکشن
- کماندو
- برادر فوق‌العاده
- چیتاگونگ
- ویشواروپام
- ویشواروپام ۲
- داستان شهوت
- شورشی ۳
- ساندیپ و پینکی فرار می‌کنند
- دارودسته‌های واسیپور- قسمت اول
- روح
- جان جان
- داستان‌های عجیب
- ما سه نفر
- زرد خالی